# Stazione meteorologica di Treviso Sant'Angelo
La stazione meteorologica di Treviso Sant'Angelo è la stazione meteorologica di riferimento per il Servizio Meteorologico dell'Aeronautica Militare e per l'Organizzazione Mondiale della Meteorologia, relativa all'area urbana della città di Treviso.

## Caratteristiche
La stazione meteorologica si trova nell'Italia nord-orientale, in Veneto, nel comune di Treviso, nella frazione di Sant'Angelo, a 23 metri s.l.m. e alle coordinate geografiche 45°39′06.22″N 12°12′00.97″E.
Oltre a svolgere funzioni di assistenza alla navigazione aerea, la stazione effettua osservazioni orarie sullo stato del cielo (nuvolosità in chiaro) e su temperatura, precipitazioni, umidità relativa, pressione atmosferica con valore normalizzato a livello del mare, direzione e velocità del vento.
Dal 26 giugno 2015 la stazione meteorologica è passata sotto la gestione dell'Ente Nazionale per l'Assistenza al Volo.

## Medie climatiche ufficiali

### Dati climatologici 1971-2000
In base alle medie climatiche del periodo 1971-2000, le più recenti in uso, la temperatura media del mese più freddo, gennaio, è di +3,2 °C, mentre quella del mese più caldo, luglio, è di +23,3 °C; mediamente si contano 62 giorni di gelo all'anno e 29 giorni con temperatura massima uguale o superiore ai +30 °C. I valori estremi di temperatura registrati nel medesimo trentennio sono i -14,2 °C del gennaio 1985 e i +37,5 °C dell'agosto 1998.
Le precipitazioni medie annue si attestano a 894 mm, mediamente distribuite in 84 giorni di pioggia, con minimo relativo in inverno, picco massimo in autunno e massimo secondario in estate per gli accumuli.
L'umidità relativa media annua fa registrare il valore di 73,8 % con minimi di 70 % a luglio e ad agosto e massimo di 81 % a dicembre; mediamente si contano 73 giorni di nebbia all'anno.
Di seguito è riportata la tabella con le medie climatiche e i valori massimi e minimi assoluti registrati nel trantennio 1971-2000 e pubblicati nell'Atlante Climatico d'Italia del Servizio Meteorologico dell'Aeronautica Militare relativo al medesimo trentennio.
| Treviso Sant'Angelo (1971-2000) | Mesi         | Mesi         | Mesi        | Mesi        | Mesi        | Mesi        | Mesi        | Mesi        | Mesi        | Mesi        | Mesi        | Mesi         | Stagioni | Stagioni | Stagioni | Stagioni | Anno  |
| Treviso Sant'Angelo (1971-2000) | Gen          | Feb          | Mar         | Apr         | Mag         | Giu         | Lug         | Ago         | Set         | Ott         | Nov         | Dic          | Inv      | Pri      | Est      | Aut      | Anno  |
| ------------------------------- | ------------ | ------------ | ----------- | ----------- | ----------- | ----------- | ----------- | ----------- | ----------- | ----------- | ----------- | ------------ | -------- | -------- | -------- | -------- | ----- |
| T. max. media (°C)              | 7,2          | 9,8          | 13,7        | 17,4        | 22,7        | 26,0        | 28,7        | 28,7        | 24,5        | 18,8        | 12,4        | 7,9          | 8,3      | 17,9     | 27,8     | 18,6     | 18,2  |
| T. min. media (°C)              | −0,8         | 0,3          | 3,7         | 7,4         | 12,2        | 15,6        | 17,8        | 17,5        | 13,7        | 8,9         | 3,6         | 0,0          | −0,2     | 7,8      | 17,0     | 8,7      | 8,3   |
| T. max. assoluta (°C)           | 16,3 (1997)  | 23,0 (1990)  | 25,8 (1977) | 29,3 (2000) | 32,1 (1997) | 36,3 (1996) | 35,5 (1998) | 37,5 (1998) | 33,0 (1985) | 27,3 (1990) | 22,2 (1972) | 16,2 (2000)  | 23,0     | 32,1     | 37,5     | 33,0     | 37,5  |
| T. min. assoluta (°C)           | −14,2 (1985) | −11,0 (1991) | −7,2 (1971) | 0,0 (1995)  | 1,8 (1979)  | 8,8 (1974)  | 9,9 (2000)  | 9,0 (1995)  | 4,0 (1972)  | −1,7 (1972) | −5,8 (1975) | −10,4 (1976) | −14,2    | −7,2     | 8,8      | −5,8     | −14,2 |
| Giorni di calura (Tmax ≥ 30 °C) | 0            | 0            | 0           | 0           | 0           | 4           | 12          | 12          | 1           | 0           | 0           | 0            | 0        | 0        | 28       | 1        | 29    |
| Giorni di gelo (Tmin ≤ 0 °C)    | 20           | 15           | 5           | 0           | 0           | 0           | 0           | 0           | 0           | 0           | 6           | 16           | 51       | 5        | 0        | 6        | 62    |
| Precipitazioni (mm)             | 56,2         | 56,8         | 57,5        | 73,4        | 80,6        | 103,8       | 66,6        | 76,3        | 87,1        | 92,4        | 77,7        | 65,4         | 178,4    | 211,5    | 246,7    | 257,2    | 893,8 |
| Giorni di pioggia               | 6            | 5            | 6           | 9           | 9           | 9           | 7           | 7           | 6           | 7           | 7           | 6            | 17       | 24       | 23       | 20       | 84    |
| Giorni di nebbia                | 14           | 10           | 6           | 3           | 2           | 1           | 1           | 1           | 4           | 9           | 11          | 11           | 35       | 11       | 3        | 24       | 73    |
| Umidità relativa media (%)      | 79           | 74           | 71          | 71          | 70          | 71          | 70          | 70          | 73          | 77          | 79          | 81           | 78       | 70,7     | 70,3     | 76,3     | 73,8  |

### Dati climatologici 1961-1990
In base alla media trentennale di riferimento 1961-1990, ancora in uso per l'Organizzazione meteorologica mondiale e definita Climate Normal (CLINO), la temperatura media del mese più freddo, gennaio, si attesta ai +2,7 °C; quella del mese più caldo, luglio, è di +23 °C. Mediamente, si verificano 64 giorni di gelo all'anno. Nel medesimo trentennio, la temperatura minima assoluta ha toccato i -14,2 °C nel gennaio 1985 (media delle minime assolute annue di -8,1 °C), mentre la massima assoluta ha fatto registrare i +36,2 °C nel giugno 1965 (media delle massime assolute annue di +33,7 °C).
La nuvolosità media annua si attesta a 4,1 okta giornalieri, con minimo di 3,1 okta giornalieri ad agosto e massimo di 4,7 okta a gennaio.
Le precipitazioni medie annue, attorno ai 900 mm e distribuite mediamente in 87 giorni, fanno registrare picchi in primavera ed autunno ed un minimo relativo in inverno.
L'umidità relativa media annua fa registrare il valore di 72,8% con minimo di 68% a maggio e massimi di 79% a dicembre e a gennaio.
| Treviso Sant'Angelo (1961-1990) | Mesi         | Mesi        | Mesi        | Mesi        | Mesi        | Mesi        | Mesi        | Mesi        | Mesi        | Mesi        | Mesi        | Mesi         | Stagioni | Stagioni | Stagioni | Stagioni | Anno  |
| Treviso Sant'Angelo (1961-1990) | Gen          | Feb         | Mar         | Apr         | Mag         | Giu         | Lug         | Ago         | Set         | Ott         | Nov         | Dic          | Inv      | Pri      | Est      | Aut      | Anno  |
| ------------------------------- | ------------ | ----------- | ----------- | ----------- | ----------- | ----------- | ----------- | ----------- | ----------- | ----------- | ----------- | ------------ | -------- | -------- | -------- | -------- | ----- |
| T. max. media (°C)              | 6,5          | 9,1         | 13,1        | 17,4        | 22,3        | 25,8        | 28,4        | 27,9        | 24,5        | 19,1        | 12,2        | 7,4          | 7,7      | 17,6     | 27,4     | 18,6     | 17,8  |
| T. min. media (°C)              | −1,2         | 0,6         | 3,6         | 7,5         | 11,9        | 15,4        | 17,5        | 16,9        | 13,7        | 8,8         | 3,8         | −0,5         | −0,4     | 7,7      | 16,6     | 8,8      | 8,2   |
| T. max. assoluta (°C)           | 15,5 (1989)  | 23,0 (1990) | 25,8 (1977) | 28,2 (1962) | 30,3 (1975) | 36,2 (1965) | 35,2 (1983) | 35,8 (1963) | 33,0 (1985) | 27,3 (1990) | 22,2 (1972) | 16,1 (1979)  | 23,0     | 30,3     | 36,2     | 33,0     | 36,2  |
| T. min. assoluta (°C)           | −14,2 (1985) | −9,2 (1963) | −7,7 (1963) | −1,4 (1969) | 1,8 (1979)  | 8,0 (1962)  | 10,0 (1968) | 8,7 (1968)  | 4,0 (1972)  | −1,7 (1972) | −5,8 (1975) | −10,4 (1976) | −14,2    | −7,7     | 8,0      | −5,8     | −14,2 |
| Giorni di gelo (Tmin ≤ 0 °C)    | 20           | 14          | 5           | 0           | 0           | 0           | 0           | 0           | 0           | 0           | 6           | 19           | 53       | 5        | 0        | 6        | 64    |
| Nuvolosità (okta al giorno)     | 4,7          | 4,3         | 4,5         | 4,6         | 4,3         | 4,0         | 3,2         | 3,1         | 3,4         | 3,7         | 4,5         | 4,5          | 4,5      | 4,5      | 3,4      | 3,9      | 4,1   |
| Precipitazioni (mm)             | 66,7         | 64,5        | 70,8        | 67,7        | 89,5        | 104,8       | 65,9        | 90,9        | 77,5        | 80,7        | 86,7        | 62,4         | 193,6    | 228,0    | 261,6    | 244,9    | 928,1 |
| Giorni di pioggia               | 6            | 6           | 7           | 9           | 10          | 9           | 7           | 7           | 6           | 6           | 7           | 7            | 19       | 26       | 23       | 19       | 87    |
| Umidità relativa media (%)      | 79           | 74          | 70          | 71          | 68          | 71          | 69          | 70          | 72          | 75          | 76          | 79           | 77,3     | 69,7     | 70       | 74,3     | 72,8  |

## Valori estremi

### Temperature estreme mensili dal 1960 ad oggi
Nella tabella sottostante sono riportate le temperature massime e minime assolute mensili, stagionali ed annuali dal 1960 ad oggi, con il relativo anno in cui si queste si sono registrate. La massima assoluta del quarantennio esaminato di +40,0 °C è dell'agosto 2003, mentre la minima assoluta di -14,2 °C risale al gennaio 1985.
| Treviso Sant'Angelo (1960-2023) | Mesi         | Mesi         | Mesi        | Mesi        | Mesi        | Mesi        | Mesi        | Mesi        | Mesi        | Mesi        | Mesi        | Mesi         | Stagioni | Stagioni | Stagioni | Stagioni | Anno  |
| Treviso Sant'Angelo (1960-2023) | Gen          | Feb          | Mar         | Apr         | Mag         | Giu         | Lug         | Ago         | Set         | Ott         | Nov         | Dic          | Inv      | Pri      | Est      | Aut      | Anno  |
| ------------------------------- | ------------ | ------------ | ----------- | ----------- | ----------- | ----------- | ----------- | ----------- | ----------- | ----------- | ----------- | ------------ | -------- | -------- | -------- | -------- | ----- |
| T. max. assoluta (°C)           | 16,3 (1997)  | 23,9 (2021)  | 25,8 (1977) | 31,6 (2011) | 33,5 (1969) | 38,5 (2019) | 37,7 (2022) | 40,0 (2003) | 34,7 (2024) | 30,0 (1981) | 24,6 (2004) | 18,5 (1994)  | 23,9     | 33,5     | 40,0     | 34,7     | 40,0  |
| T. min. assoluta (°C)           | −14,2 (1985) | −11,0 (1991) | −8,0 (2005) | −2,0 (2003) | 2,2 (2012)  | 6,8 (2001)  | 9,9 (2000)  | 8,7 (1968)  | 4,0 (1972)  | −2,2 (2003) | −5,8 (1975) | −11,4 (2009) | −14,2    | −8,0     | 6,8      | −5,8     | −14,2 |